# Alois Bohn
Alois Johann Bohn (* 16. November 1879 in Neu-Arad; † 7. Januar 1937 in Baden (Niederösterreich)) war ein österreichischer Architekt.

## Leben
Alois Bohn war das älteste Kind des Musiklehrers und Militärmusikkapellmeisters Johann Bohn. Der Vater stammte aus Lenauheim (Csatád), übersiedelte dann allerdings in den Heimatort seiner Frau, nach Neu-Arad, einem nicht weit entfernt liegenden Ort, wo auch seine zehn Kinder, darunter eben der spätere Architekt Alois, geboren wurden.
Der Vater Alois Bohns beherrschte vielerlei Instrumente. Unter seinem Einfluss lernte der auch musikalisch begabte Alois schon als Knabe das Geigenspiel. Perfekte ungarische Sprachkenntnisse fehlten dem Vater Johann Bohn aber, sonst hätte er in Budapest als Orchesterleiter Karriere machen können. Alois Bohn hingegen beherrschte neben der deutschen auch die ungarische und rumänische Sprache. 
Schon in der Schulzeit tat sich Alois Bohn vor allem zeichnerisch hervor und gewann bereits in dieser frühen Phase seines Lebens einige Preise. Von 1898 bis Ende März 1901 besuchte er die vier Wintersemester der Budapester Königlich-Ungarischen staatlichen Ober-Baugewerbeschule.
Er arbeitete dann bei einigen Architekten. Ab 1. März 1894 bis zum 28. August 1897 war Alois Bohn teilweise als Praktikant, teilweise als Zeichner bei dem Arader Architekten Emil Tabakovits angestellt. Im ungarischen Sprachraum arbeitete und signierte er mit Alajos Bohn.
Vom 1. Juli 1897 bis zum 15. Februar 1905 war Alois Bohn dann bei dem bekannten und renommierten Budapester Architekten Ignác Alpár tätig.
Sehr fruchtbar war dann auch seine folgende Anstellung im weit über die Grenzen der Monarchie hinaus bekannten Wiener Architektur-Atelier Fellner & Helmer (Wien IX. Bezirk, Servitengasse 7). Auch hier war er bei der Planung einiger Monumentalbauten maßgeblich beteiligt und betreute diese auch als Bauleiter, so vor allem das Nationaltheater von Klausenburg (Kolozsvár).
Im Jahr 1910/11 wurde das bekannte Rathaus in Szentes nach Bohns Plänen und unter dessen Leitung errichtet. Weiters wurde in Szentes von ihm 1911 auch das bemerkenswerte Gebäude der Hanffabrik sowie eine Brotfabrik unter dem sogenannten Husarenturm errichtet. 1914 entstand das eklektizistische Gebäude der Petöfi-Sándor-Grundschule nach seinen Entwürfen.
Alois Bohn übersiedelte 1907 nach Baden bei Wien, wo er in der Frauengasse ein Architekturatelier eröffnete. Er erhielt bald zahlreiche Aufträge im Bereich des privaten Haus- und Villenbaus. Bei der Verwirklichung des Badener Stadttheaters hatte er die Bauleitung inne.

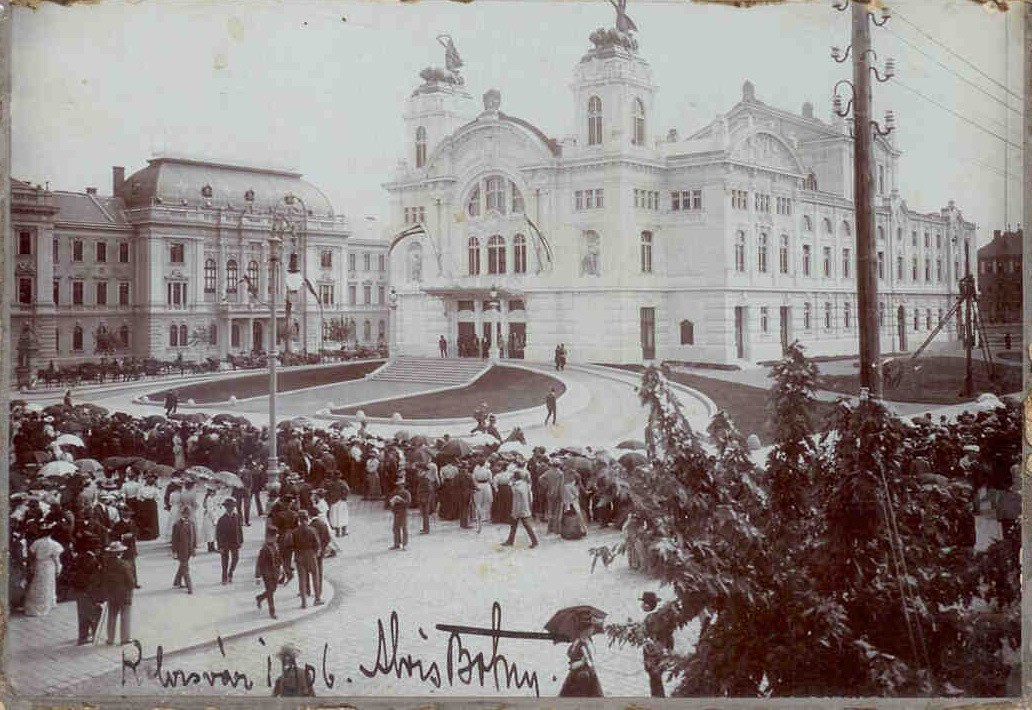
Nationaltheater in Klausenburg

Im Januar 1910 heiratete er in Baden die Hotelierstochter Brigitte Ebruster vom gleichnamigen Hotelbetrieb am Josefsplatz 1 in Baden.
1913 wurde Bohn die Bauleitung zur Errichtung des Central-Kinos (Breyerstraße 3; heute: 1a) übertragen.
Nach Beginn des Ersten Weltkrieges war er der K.u.k. Militärbauabteilung des Militärkommandos in Temešvár zugeteilt, wo er als königlich-ungarischer Landsturmingenieur nicht nur für die Beaufsichtigung des gesamten ärarischen Grundbesitzes in Temesvar zuständig war, sondern auch als Technischer Beirat und als Mitglied der Salubritätskommission die Militärgebäudeverwaltung von Temesvar leitete.
Noch vor und während des Ersten Weltkrieges kaufte er gemeinsam mit seiner Frau diverse Grundstücke in Baden, auch einen Bauernhof in Siegenfeld bei Baden als nahes Urlaubsdomizil. Auf der Liegenschaft Grabengasse 6a (heute: Am Fischertor 5) baute er ein vierstöckiges Gebäude für seine Frau und für sich, in der Mozartstraße 6 und 6a (Identadressen: Andreas-Hofer-Zeile 4a und 5) fünf Wohneinheiten für jeweils eines seiner Kinder.
1926 realisierte er in Baden das über die Grenzen Österreichs hinaus bekannt gewordene Thermalstrandbad, eine großzügige Anlage, ein riesiges Freiluftbad mit weiten Sandflächen und einer Parkanlage. Dieser Bau konnte damals in nur drei Monaten fertiggestellt werden, wobei zeitweise dort 3.000 Arbeiter am Bau beschäftigt waren. Das Strandbad ist auch heute noch im Vollbetrieb. Es wurde nach dem Zweiten Weltkrieg durch Schwefelwasserbecken ergänzt, und ein weites Parkareal kam dazu.
In seinem Entstehungsjahr 1926 galt dieses Bad als Weltsensation, denn eine derartige Anlage gab es damals noch nirgends, und Fachleute aus vielen Ländern besichtigten es.
Der Architekt Alois Bohn war Mitglied zahlreicher ehrenamtlicher Organisationen. Er war Träger des Goldenen Verdienstkreuzes mit der Krone und den Schwertern am Bande, der Tapferkeitsmedaille, des Karl-Truppenkreuzes, des deutschen Eisernen Kreuzes II. Klasse u. a.
Er wurde am 11. Januar 1937 in der Familiengruft Bohn-Ebruster am Städtischen Friedhof in Baden bei Wien beigesetzt.

## Arbeiten und Entwürfe
- Königlich-ungarisches Landesmuseum in Budapest
- Nationaltheater in Klausenburg
- Rathaus in Szentes
- Badener Strandbad
- Anlagen des Trabrennplatzes in Baden
- Palais Musil-Mollenbruck in Baden
- Hotel Ebruster in Baden
- zahlreiche Villen und Privathäuser